# Jay Maynard
Jay Maynard est un programmeur et un administrateur système. Il est plus connu pour son costume électroluminescent qui lui vaut le surnom de Tron Guy. 
Il est devenu le sujet de railleries sur Internet lorsque les images dans son costume, inspiré du film TRON, se sont propagées sur la toile depuis leurs publications sur Slashdot et Fark. Il augmenta sa notoriété grâce à ses apparitions répétées dans le talk show diffusé tard dans la nuit Jimmy Kimmel Live en 2004. 
Maynard assure la maintenance d'Hercules, qui émule le matériel du Grand Système IBM.
Les passe-temps de Maynard comprennent le radioamateur, le tir au pistolet et l'aviation. Il réside actuellement à Fairmont (Minnesota),.
En 2006, Maynard apparaît dans un clip vidéo intitulé « We Are the Web », pour le site web du même nom. La vidéo dans laquelle il promeut le concept de neutralité de réseaux. Dans cette dernière, Maynard apparait avec plusieurs autres célébrités du net, comprenant Leslie Hall et Randy Constan.
En avril 2008, il est parodié dans l'épisode de South Park intitulé Canada en grève. Le personnage à son effigie apparaît au côté de ceux de Gary Brolsma, du Star Wars Kid, de Chris Crocker et de Tay Zonday.
En 2011, il participe à une pub parodique pour Duck Brand en tant que personnage principal. Il y joue son propre rôle.